# Burg Bouillon
Die Burg Bouillon ist eine Höhenburg oberhalb der belgischen Stadt Bouillon in einer engen Schleife des Flusses Semois. Die Anlage wurde im 11. Jahrhundert erbaut und im 17. Jahrhundert zur Festung umgebaut.

## Geschichte

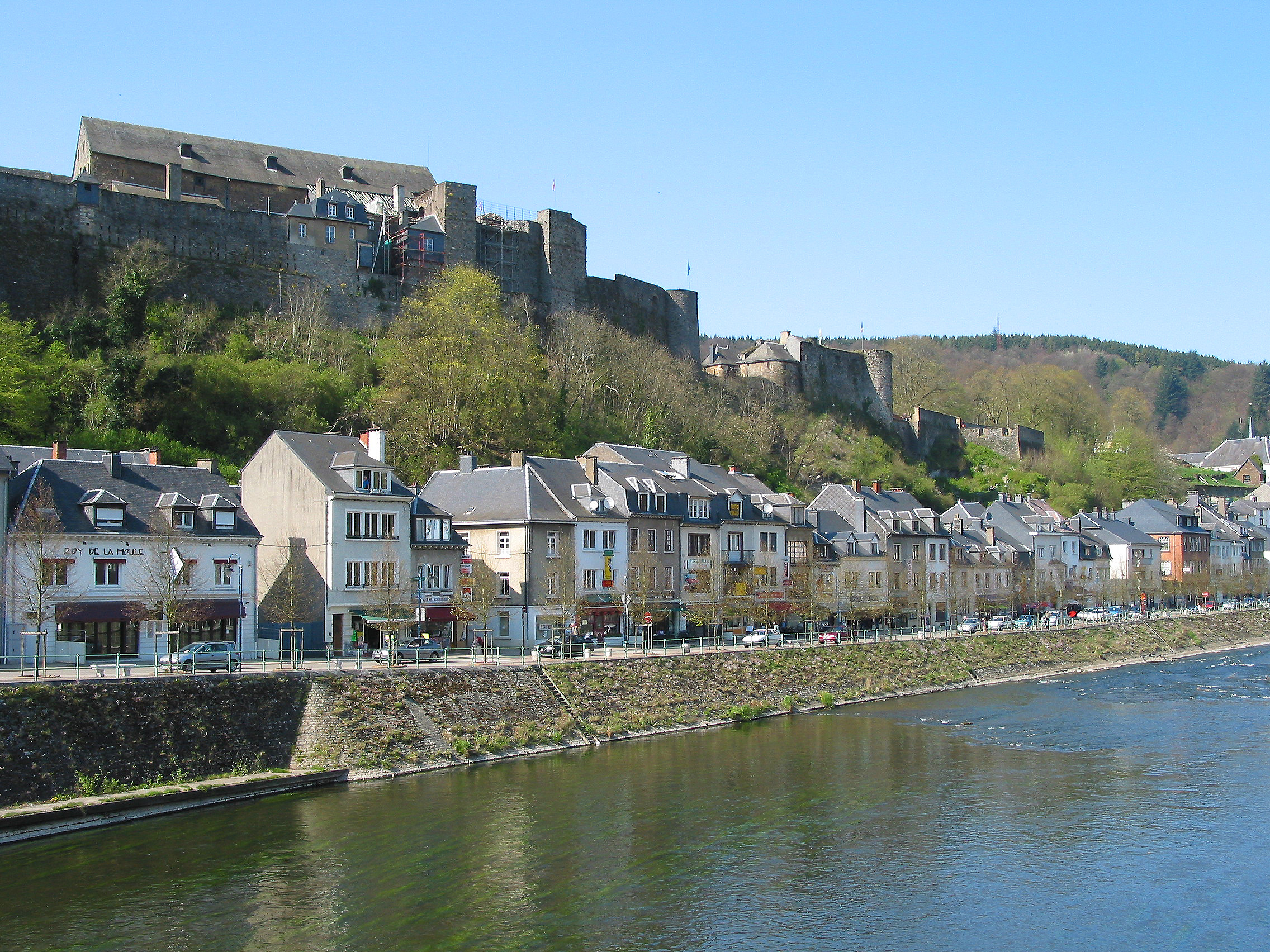
Burg, Stadt und Fluss Semois

Der Entstehungszeitraum der Burg ist unklar. Ihre strategische Bedeutung lag in der Kontrolle der nord-südlichen Route von Reims über Lüttich nach Aachen zwischen Ober- und Niederlothringen. Zu einer regelrechten Burg wurde die Anlage unter Gottfried III. zwischen 1050 und 1067 ausgebaut. Sie war Mittelpunkt der Herrschaft des Hauses Ardenne. Gottfried V. verpfändete die Burg 1096 an Otbert von Lüttich, um die Kosten für den ersten Kreuzzug aufbringen zu können. Die Burg ging damit in den Besitz des Hochstifts Lüttich über. Im Jahr 1134 eroberte Raymond de Bar die Burg. Der Bischof Albero II. von Lüttich ließ die Burg 1141 belagern und der Graf von Bar musste sie wieder an den Bischof abtreten. Seit 1330 wurde die Herrschaft als Herzogtum bezeichnet.
Bereits seit 1430 nahm der Einfluss der Familie  Marck-Arenberg zu, sie blieben aber offiziell Lehnsmänner des Lütticher Bischofs. Im Jahr 1482 gelang es der Familie, Burg und Herrschaft dem Bistum zu nehmen, doch 1521 gab Karl V. Burg und Herrschaft an das Bistum zurück. Seit 1548 hatte das Haus Marck-Arenberg die Burg wieder in Besitz. Im Frieden von Cateau-Cambrésis kam die Burg 1559 zeitweise an das Hochstift Lüttich. Durch Heirat von Charlotte de La Marck mit Henri de La Tour d’Auvergne, duc de Bouillon ging sie in den Besitz der Familie La Tour d’Auvergne über.
Im Jahr 1672 wurde die Burg von Ludwig XIV. zwanzig Tage lang belagert und erobert. Im Jahr 1678 wurde sie der Familie La Tour d’Auvergne erneut zuerkannt, aber 1693 französischem Schutz unterstellt.
Der Festungsbaumeister Sébastien Le Prestre de Vauban baute die Burg zu einer Festung aus, die auch moderner Artillerie standhalten konnte. Erst 1795 kamen Burg und Herzogtum Bouillon offiziell an Frankreich. Stadt und Burg fielen 1815 an das Königreich der Niederlande. In der Folge wurde die Anlage stark umgebaut. Seit der belgischen Revolution von 1830 gehört die Burg zu Belgien. Noch 1870 diente sie der preußischen Armee als Lazarett. Seit Mitte des 19. Jahrhunderts begann die Festung zu verfallen. Heute ist sie ein touristischer Anziehungspunkt.

## Beschreibung
Die Anlage besteht aus drei Teilen, die durch Brücken verbunden sind. Besonders auffällig ist die doppelte Zugbrücke über zwei in den Fels gehauene Halsgräben. Erhalten ist ein gotischer Saal aus dem 13. Jahrhundert.